# Карпов Олександр Олексійович
Олександр Олексійович Карпов (рос. Александр Алексеевич Карпов; 25 вересня 1920, Кремльово — 1 грудня 1993) — радянський військовий льотчик, генерал-майор авіації, Герой Радянського Союзу (1944).

## Життєпис
Народився 25 вересня 1920 року в селі Кремльовому (тепер Скопінському району Рязанської області) в селянській родині. Росіянин. Закінчив сім класів школи і школу ФЗУ. Працював техніком-приладистом на хімкомбінаті.
У 1939 році призваний Новомосковським районним військкоматом Тульської області до лав Червоної Армії. У 1941 році закінчив Таганрозьку військову авіаційну школу пілотів. Член ВКП(б) з 1942 року. У боях німецько-радянської війни з серпня 1942 року.
До квітня 1944 року командир ескадрильї 806-го штурмового авіаційного полку 206-ї штурмової авіаційної дивізії 8-ї повітряної армії 4-го Українського фронту старший лейтенант О. О. Карпов зробив 114 бойових вильотів на розвідку і штурмовку оборонних рубежів, скупчень військ противника. Знищив і пошкодив 32 танки, близько 90 автомашин з військами й вантажем, 5 літаків, придушив вогонь 19 батарей польової і зенітної артилерії.
Указом Президії Верховної Ради СРСР від 2 серпня 1944 року за мужність і героїзм, проявлені в повітряних боях з німецько-фашистськими загарбниками старшому лейтенанту Олександру Олексійовичу Карпову присвоєно звання Героя Радянського Союзу з врученням ордена Леніна і медалі «Золота Зірка» (№ 4170).

Могила Олександра Карпова

Після закінчення війни продовжував службу у Військово-повітряних силах СРСР. У 1951 році закінчив Військово-повітряну академію. Автор книг «Виходимо на ціль» (Київ, 1972) і «В небі України» (Київ, 1980). З 1981 року генерал-майор авіації О. О. Карпов в запасі. Жив у Києві. Помер 1 грудня 1993 року. Похований в Києві на Міському кладовищі «Берківцях» (ділянка № 60).

## Нагороди
Нагороджений орденом Леніна, трьома орденами Червоного Прапора, орденом Олександра Невського, орденами Вітчизняної війни 1-ї і 2-го ступеня, орденом Червоної Зірки, орденом «За службу Батьківщині у Збройних силах СРСР» 3-го ступеня, медалями.